# August von Brandis (Beamter)
August Ferdinand von Brandis (geboren 11. September 1798 in Hameln; gestorben 17. Juni 1878 in Hamburg) war ein deutscher Offizier und königlich hannoverscher Generalpostdirektor.

## Leben
Geboren als Abkömmling des Adelsgeschlechtes von Brandis in Hameln in den letzten Jahren des Kurfürstentums Braunschweig-Lüneburg während der Personalunion zwischen Großbritannien und Hannover, diente er bereits als Jugendlicher freiwillig in Des Königs Deutscher Legion und kämpfte 1813 in der Schlacht bei Waterloo gegen die Truppen von Napoleon Bonaparte.

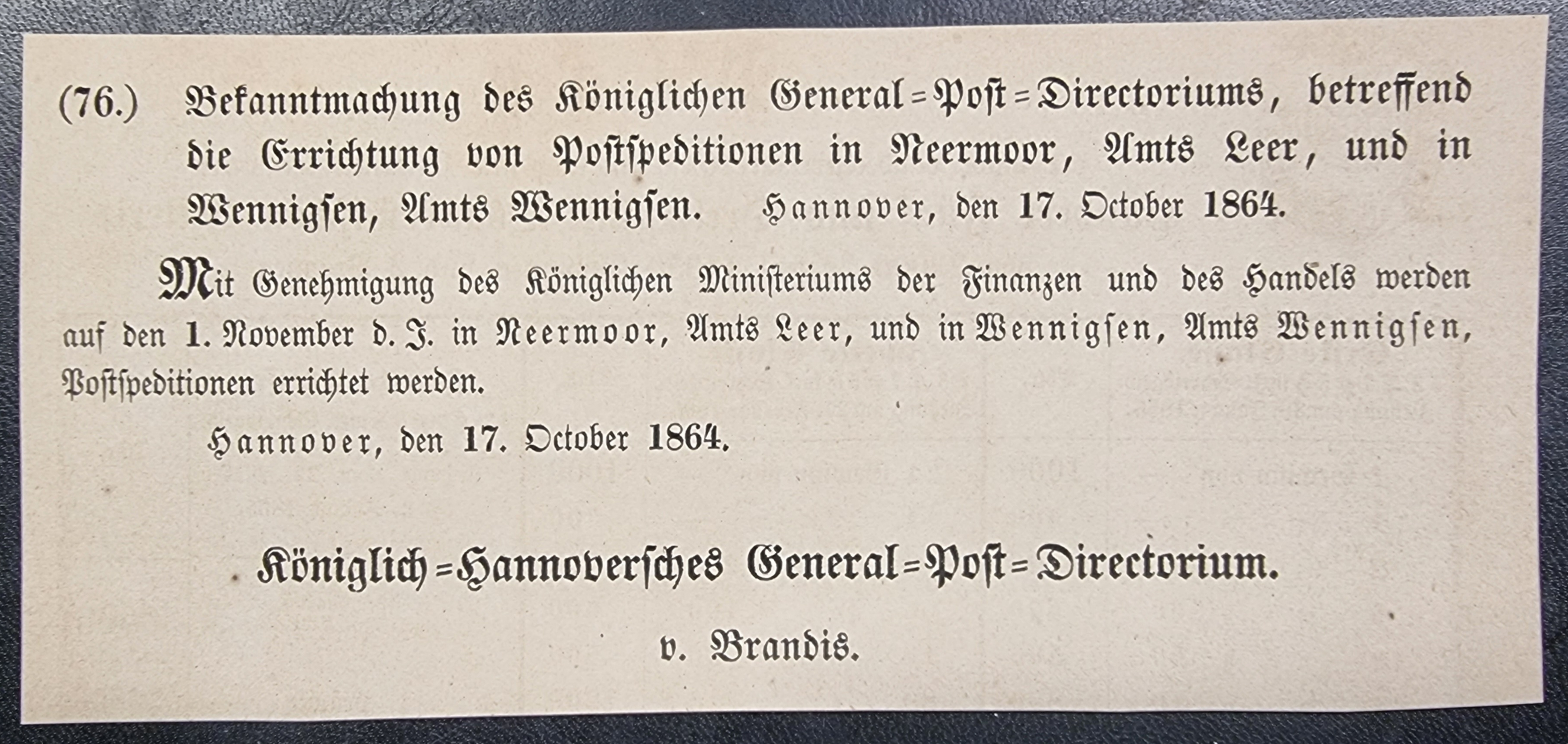
1864: „Bekanntmachung [...] Königlich-Hannoversches General-Post-Directorium v. Brandis“ zur Errichtung von Postexpeditionen in Neermoor im Amt Leer und in Wennigsen im Amt Wennigsen

Nach der Erhebung des vormaligen Kurfürstentums zum Königreich Hannover wirkte von Brandis mehr als ein Vierteljahrhundert in der Hannoverschen Armee, zuletzt im Rang eines königlich hannoverschen Majors.
Als Generalpostdirektor des Landes war von Brandis höchster Beamter der Generalpostdirektoriums und war als solcher direkt dem hannoverschen Finanz- und Handelsminister unterstellt. Mit ministerieller Genehmigung war er beispielsweise 1864 zuständig für die Anordnung zur Errichtung der Postexpeditionen in Neermoor im Amt Leer und in Wennigsen im Amt Wennigsen.
Am 21. Juni 1866, wenige Tage vor der Schlacht bei Langensalza, befahl von Brandis seinem „expedierenden Bureaubeamten“ Wilhelm Denkert, den am Hannoverschen Hof weilenden russischen Gesandten von Kaiser Alexander II., den Geheimrat Johann Persiany, zu König Georg V. von Hannover nach Göttingen zu begleiten und sich dort im Hauptquartier des Kriegsministers Eberhard von Brandis zu melden.
Bis kurz vor der Annexion Hannovers durch Preußen bewohnte der mit zahlreichen Orden und Ehrenzeichen ausgezeichnete „General-Postdirector“ das Haus Georgstraße 23 der Residenzstadt des Landes.
August von Brandis starb wenige Monate vor seinem 80. Geburtstag in Hamburg.

## Ehrungen
bis 1866:
- Kriegsdenkmünze für die im Jahr 1813 in die Hannoversche Armee freiwillig eingetretenen Krieger[3]
- Großbritannische Waterloo-Medaille[3]
- Kommandeur Erster Klasse des Königlichen Guelphenordens[3]
- Wilhelm-Kreuz für 25-jährigen Zugehörigkeit zur Hannoverschen Armee[3]
- Hamburger Dankzeichen[3]